# Lalisa (sång)
"Lalisa" (stiliserat med versaler) är en debutsingel av den thailändska rapparen och sångerskan Lisa, en av medlemmarna i den sydkoreanska musikgruppen Blackpink. Sången gavs ut av YG Entertainment den 10 september 2021 som huvudsingeln från hennes debutsingelalbum med samma namn. Låten är skriven och producerad av Teddy Park, Bekuh Boom och 24. "Lalisa" karakteriseras som en dynamisk hiphoplåt som har tagit inflytande från thailändsk kultur.
När låten släpptes fick den kritik för låttexten och komposition; Lisa fick dock själv stort beröm för sin karisma och kvaliteten av hennes prestation. "Lalisa" nådde nummer 88 på Billboards Hot 100 och toppade nummer 2 på Billboard Global 200. En tillhörande musikvideo laddades samtidigt upp till Blackpinks YouTube-kanal, och den nådde 73,6 miljoner visningar inom 24 timmar. Musikvideon slog i och med detta ett Guinness rekord för mest visningar på YouTube inom 24 timmar av en soloist, ett rekord som tidigare hölls av Taylor Swift.

## Bakgrund och release
Efter att bandmedlemmen Rosé släppt sitt debutsingelalbum i mars 2021, blev all uppmärksamhet riktad mot Lisa. I en artikel publicerad av The Korean Herald den 19 april, avslöjade en representant från YG Entertainment att Lisa skulle vara den tredje medlemmen att göra sin solodebut, och att mer infortmation skulle släppas senare det året. Den 25 juli laddade Lisa upp 2 bilder till hennes Instagram story där hon skrev "What's my name?", en ledtråd till sången. Den 25 augusti bekräftade YG att hennes debutsingelalbum skulle heta Lalisa, efter hennes förnamn; YG avslöjade därefter låtlistan för albumet och avslöjade att även singeln skulle ha samma namn. Låten släpptes den 10 september 2021 och gjordes tillgänglig för digital nedladdning och streaming. Låten är skriven av Teddy Park och Bekuh Boom.